# ۱۰۲۵ (خورشیدی)
۱۰۲۵ هزار و بیست و پنجمین سال هجری خورشیدی است.